# Смутные Времена (игра)
Смутные Времена — русскоязычная многопользовательская Онлайн-игра с элементами РПГ (online role-playing games). Для игры необходим доступ в Интернет, минимальные системные требования — наличие браузера Microsoft Internet Explorer версии 5.5+.
Проект стартовал 13 июля 2003-го года. Создателями игры были два украинских программиста: Дмитрий Демчук (Humpy) и Николай Кулик (Mina White). Игра «Смутные Времена» позиционировалась разработчиками как конкурент Бойцовского Клуба, основным отличием от которого была бесплатность игры и оригинальные квесты. Закрытие проекта произошло в полночь 1 марта 2014 года.
Однако платные услуги в проекте существуют и оформляются через официальных дилеров, но, в отличие от других аналогичных проектов, не дают ощутимых преимуществ игрокам, оплатившим их, над теми, кто развивает своего персонажа без привлечения реальных денег.
В 2007-ом году Смутные Времена выдвигались экспертами портала @mail.ru в номинации лучших игр хит-парада MTV «Великолепная семёрка», составляемого на основе онлайн-голосования в рамках программы «Виртуалити».
Игровой процесс — игровые персонажи поделены на три расы (орков, людей и эльфов). 

Персонаж

 Целью игры является развитие виртуального персонажа, что подразумевает участие в боях между игроками и неигровыми персонажами с получением боевого опыта, а также прохождение квестов и освоение различных игровых профессий. На стратегию игрока влияет выбранная склонность. Персонажи также могут вступать в виртуальные браки, регистрировать кланы и газеты, личных защитников и персональные вещи.
Администрация — это члены клана «Рыцари Смутного Времени» и представлена двумя персонажами: Humpy и Сара Ли (Дмитрий и Элла Демчук). Данные игровые персонажи не имеют преимуществ перед другими игроками, что является редкостью в мире онлайн игр.
Игровой мир СВ состоит из двух крупных городов, Альбинара (города, в котором невозможно применение магии) и Авалона, а также нескольких поселений, ресурсных и других локаций. Перемещение по окрестностям и в городской черте выполняется при использовании карты. Особенностью игры является то, что при облачении персонажа в доспехи и амуницию они реалистично изображаются как одетые на тело и взятые в руки.

## Магия в Смутных Временах
Мир Смутных Времён поделен на две области, в которых можно или нельзя применять магию. В игровом процессе можно использовать различные магические артефакты: эликсиры, заклинания, орбы, аватаров-защитников и магические плащи.
Руны используются в бою для усиления характеристик игрового персонажа или для нападения на других игроков. Эликсиры используются для усиления параметров персонажа, уменьшения усталости и пополнения здоровья. Применение заклинаний способно изменить ход боя, усилить соратника или ослабить противника, призвать на помощь сильного союзника или отозвать вражеские аватары. Применение заклинаний потребляет магический ресурс — ману. Чем выше боевой уровень игрока, тем большее количество маны он может использовать. Пополнить исчерпанный запас маны можно в Академии магических искусств. Божественные руны и начальный набор заклинаний игроки могут получить, вознеся молитвы выбранному богу в храме. Аватар-защитник — это Неигровой персонаж, по зову владельца приходящий на помощь в бою. Орбы — это древнейшие артефакты, в которых заключена энергия стихий, применяются в бою для улучшения боевых возможностей обладателя и уменьшения боевых способностей противника. Магические плащи — одежда магов, дающая большую вероятность срабатывания заклинаний и увеличивающая количество маны.

## Профессии в Смутных Временах
В Смутных Временах игроки могут осваивать ресурсные (шахтёр, травник, лесоруб, рыбак), торговые (торговец) и производящие профессии (ювелир, кузнец, алхимик, столяр и повар).
Владение той или иной профессией помогает заработать игровые деньги.

## Кланы
В Смутных Временах персонажи могут объединяться в кланы по интересам, общим целям и идеям. В кланах существует собственная иерархия. Кланы друг с другом могут иметь разные дипломатические отношения, объединяться в союзы, вести войны. Персонажи, состоящие в кланах, могут захватывать замки и нападать друг на друга с помощью рун кланового нападения, а также приходить на помощь в кровавом бою своим соклановцам и союзникам.

## Квесты
В мире Смутных Времён игроки могут участвовать в прохождении нескольких квестов: коллективно отбить у монстра похищенную девушку; пройти лабиринт, собрав различные артефакты;

Квест «Одноглаз», групповой бой с монстром.

 коллективно отбить у нападающих монстров ту или иную локацию; доставить адресату найденное в окрестностях города письмо; вскрыть потерянную шкатулку; выполнить задание незнакомца. По успешному выполнению квестов, участники получают различные бонусы в виде игровых денег, опыта, артефактов, ресурсов.

## Восстановление и усиление персонажа
В боях игроки получают травмы, тратят здоровье и утомляются. Добывая ресурсы или работая на производстве, они также накапливают усталость. Если ничего не предпринимать, персонаж полностью восстанавливает здоровье за 30 минут и компенсирует 100 % усталости за 2 часа, а травма может пройти за несколько часов. Есть несколько способов ускоренного восстановления персонажа: отдохнуть в гостинице, частном доме или замке; вылечить травму в больнице; подкрепиться в харчевне; выпить магический эликсир, уменьшающий усталость.
Усилить персонажа также можно несколькими способами: получить от одного из богов руну, сроком действия на несколько часов; употребить эликсир, увеличивающий характеристики игрока; применить в бою какой-либо магический орб; использовать одно из заклинаний склонности; облачиться в воинскую амуницию, ювелирные украшения, обладающие способностью увеличения характеристик персонажа.

## Заработок игровых денег
Игровой валютой в СВ являются дукаты и золотые. Дукаты можно заработать самыми различными способами: при получении очередного апа и уровня, занимаясь торговлей, производством, работая на проект, участвуя в призовых опросах, конкурсах, турнирах, побеждая в боях со ставками, успешно проходя игровые квесты и различными другими способами. Золотые возможно приобрести у официальных дилеров за реальные деньги, но использовать их возможно только на покупку подарков в специализированном магазине

## Поддержание правопорядка
В СВ существует Свод Правил, который обязан соблюдать каждый игрок. За поддержанием законности на территории Смутных Времён (игра СВ, официальные клансайты СВ, официальные газеты и радио СВ, часть форума СВ) следит Орден Святой Инквизиции — особая структура, наделённая администрацией проекта широкими полномочиями. За поддержанием правопорядка на форуме СВ следят модераторы, назначенные администрацией проекта. Игроки имеют возможность также решать конфликты в игровом Суде присяжных.

## Игровое сообщество
В рамках проекта существуют мультиигровые кланы и клансайты, содержащие множество полезной информации: энциклопедии, переодевалки, советы по прохождению квестов, справочную информацию об игре и многое другое. Актуальные события освещают новостные сайты СМИ СВ, анонсы на актуальные публикации которых ежедневно появляются в новостной ленте на стартовой странице проекта. Игровое общение также возможно на форуме СВ. История развития проекта отображается в «Справке по игре».
Игра «Смутные Времена» объединяет игроков России, стран СНГ, Восточной Европы и других государств. Игроки создают личные сайты и блоги, посвящённые проекту, регулярно широко празднуют дни рождения игры.

### А также
- Индекс цитируемости каталога Яндекса Онлайновые RPG
- Рейтинг онлайновых игр
- Информация об игре на сайте Игроград (недоступная ссылка) ИД «Мой компьютер»
- Статьи: Условно-бесплатный рынок Родин Дмитрий, Новый бизнес в онлайне Кирилл Косовский, Поколения социал-чат игр, Игры виртуального разума Егор Андреев, ЦЕНА ИГРЫ Супергерои — на продажу Марина Орлова.